# NGC 935
NGC 935 ist eine Spiralgalaxie vom Hubble-Typ Sc im Sternbild Widder an der Ekliptik. Sie ist schätzungsweise 190 Millionen Lichtjahre von der Milchstraße entfernt und hat einen Durchmesser von etwa 95.000 Lj. Gemeinsam mit IC 1801 bildet sie das interaktive Galaxienpaar Arp 276.
Halton Arp gliederte seinen Katalog ungewöhnlicher Galaxien nach rein morphologischen Kriterien in Gruppen. Dieses Galaxienpaar gehört zu der Klasse Wechselwirkender Doppelgalaxien.
Sie gilt als Mitglied der elf Galaxien zählenden NGC 976-Gruppe (LGG 61).
Die Typ-Ib-Supernova SN 2006F wurde hier beobachtet.
Das Objekt wurde am 18. September 1885 vom US-amerikanischen Astronomen Lewis A. Swift entdeckt.

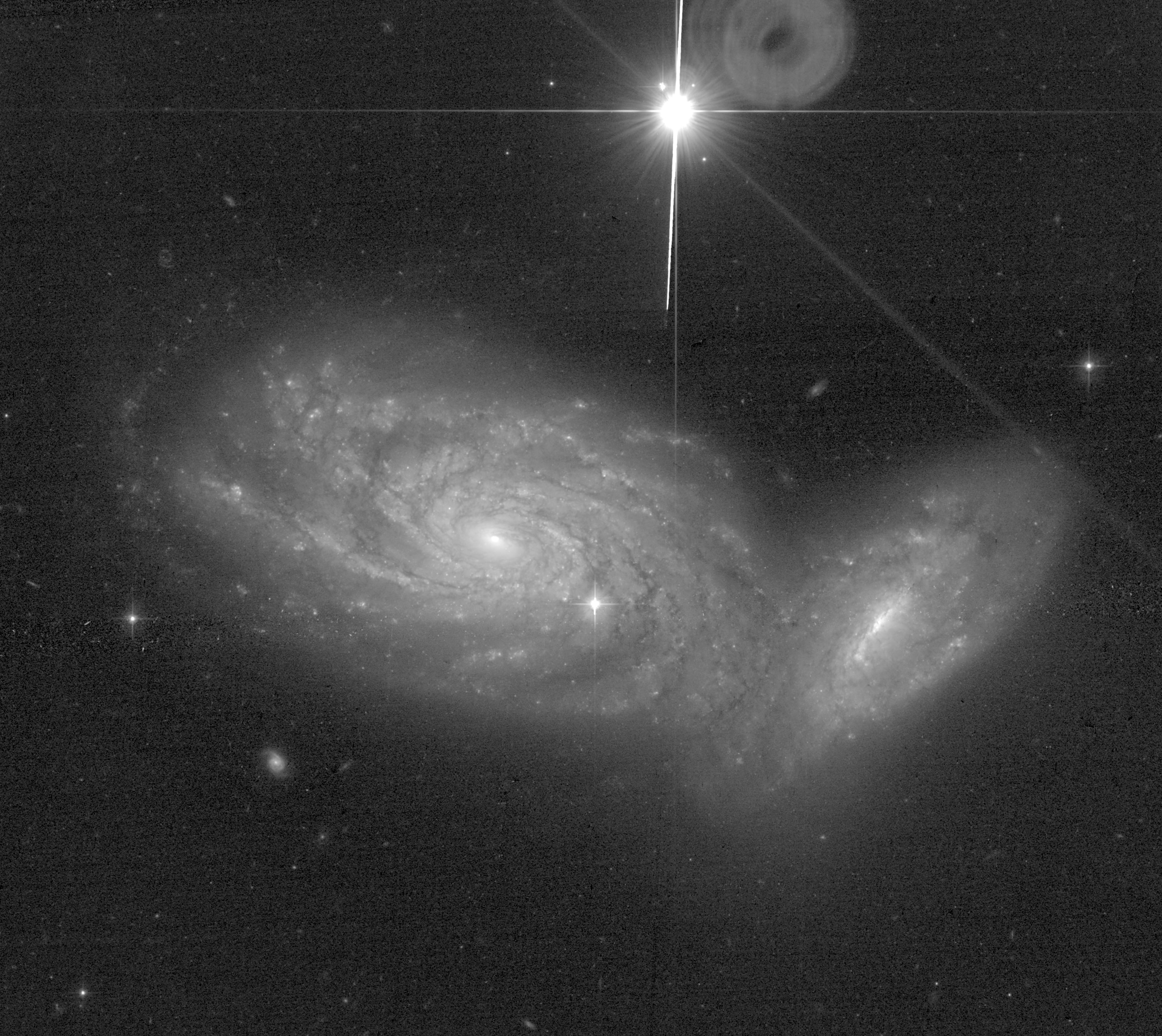
Aufnahme mithilfe des Hubble-Weltraumteleskops